# 광주 북구의 향토문화유산
광주 북구의 향토문화유산은  「문화재보호법」 또는 「광주광역시 문화재 보호 조례」에 따라 문화재로 지정되지 않은 것으로서 역사적·학술적·예술적·경관적 가치가 큰 유·무형의 유산 또는 자료를 말한다.
== 지정 ㅣ목록 ==광주북구의 향토문화유산은

## 목차
1. ↑  광주광역시 북구 향토문화유산 보호 조례 제2조

## 참고 문헌
- 광주 북구 홈페이지 - 고시/공고